# Gotami

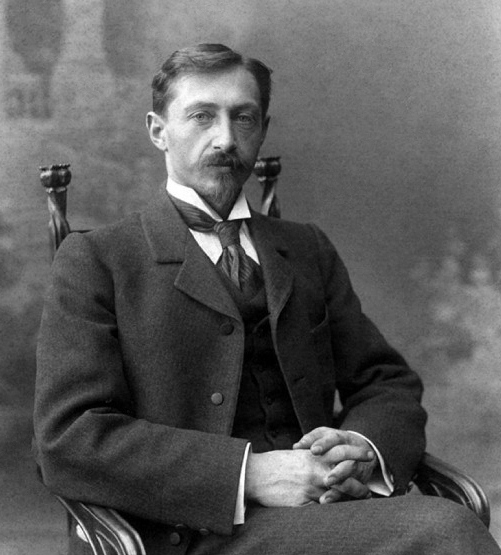
Iwan Bunin im Jahr 1901 auf einem Foto von Maxim Dmitrijew

Gotami (russisch Готами) ist eine Kurzgeschichte des russischen Nobelpreisträgers für Literatur Iwan Bunin, die 1919 in Odessa entstand und im November 1920 in der Zeitschrift Russki emigrant in Berlin erschien.

## Inhalt
Gotami, armer Leute Tochter, wurde in den Vorbergen des Himalaya geboren. Herangewachsen, erwies sich das dunkeläugige Mädchen als nicht besonders klug, aber auch nicht als dumm und als nicht schön, aber auch nicht als hässlich. Hoch gewachsen, bekam Gotami den Beinamen die Dürre. Gehorsamkeit gegenüber jedweder Herrschaft war ein charakterlicher Grundzug Gotamis. Als sie einmal am Fluss Wäsche gewaschen hatte und hernach in dem Gewässer badete, beobachtete der junge Königssohn ihre Nacktheit und fand, das junge Mädchen sei doch gar nicht dürr. Gehorsam, wie Gotami nun einmal war, paarte sie sich mit dem Prinzen am Fluss, wann immer er sie rief. Die Monate ihrer darauffolgenden Schwangerschaft durfte Gotami im königlichen Palast zubringen. Da sie nicht mit dem Prinzen verheiratet war, musste Gotami ihr Kind außerhalb des königlichen Gemäuers in einem Hain zur Welt bringen. Zwar wurde Gotami vom Prinzen geheiratet, doch er ließ die Mutter seines Kindes links liegen. Gotami zog sich folgsam in ihre primitive Hütte im königlichen Palastgelände zurück. Denn auf Glück folgt – so auch im Fall Gotamis – zwangsläufig Trauer.

## Rezeption
Kasper schreibt 1985, die „banale Liebesgeschichte“ von der demütigen Gotami sei 1920 in der Zeitung Juschnoje slowo vorabgedruckt worden. Die Legende kontrastiere scharf zu Iwan Bunins Revolutionstagebuch Verfluchte Tage aus jenen Jahren 1918 und 1919.

## Deutschsprachige Ausgaben
Verwendete Ausgabe
- Gotami. Deutsch von Ilse Tschörtner. S. 5–8 in: Karlheinz Kasper (Hrsg.): Iwan Bunin: Dunkle Alleen. Erzählungen 1920–1953. 580 Seiten. Aufbau-Verlag, Berlin 1985

## Buddhismus
1. ↑  Iwan Bunin schreibt, Gotami (siehe auch Gotami) wendete sich in ihrer Trauer der „Bruderschaft des Gelben Gewandes“ (Verwendete Ausgabe, S. 8, 7. Z.v.u.) zu.